# Warga dolna

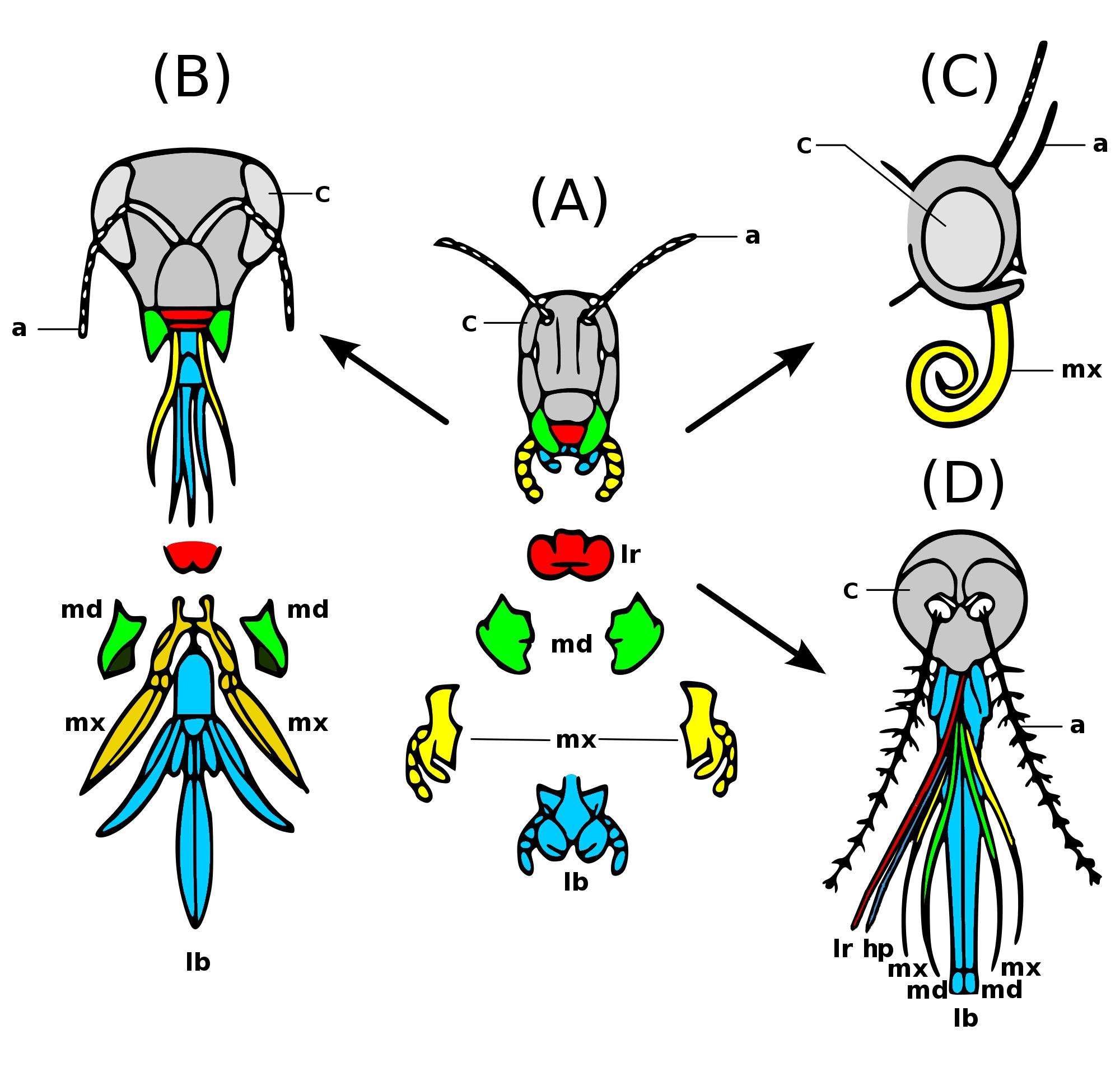
Przekształcenia w różnych typach aparatów gębowych: warga dolna oznaczona kolorem niebieskim i skrótem lb; A – aparat typu gryzącego u prostoskrzydłego; B – aparat typu gryząco-liżącego pszczoły miodnej; C – aparat typu ssącego motyla; D – aparat typu kłująco-ssącego samicy komara

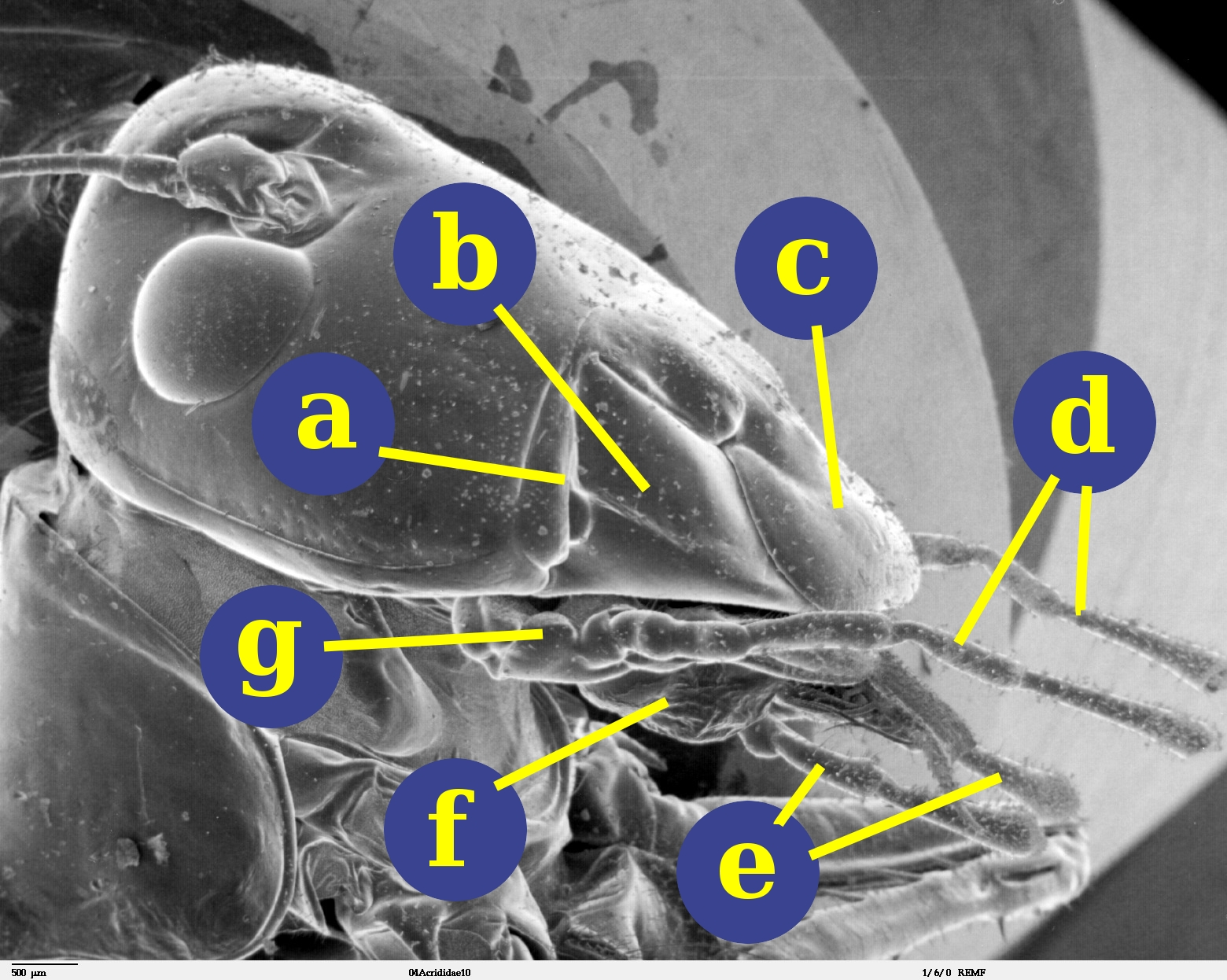
Aparat gębowy prostoskrzydłych (Orthoptera): a: pleurostom (pleurostoma); b: żuwaczka (mandibula); c: warga górna (labrum); d: głaszczek szczękowy (palpus maxilliaris); e: głaszczek wargowy (palpus labialis); f: warga dolna (labium); g: szczęka (maxilla).

Warga dolna, labium (łac. labium) – element narządów gębowych stawonogów, umieszczony w tylnej części głowy, za szczękami (I pary) a przeciwstawnie do wargi górnej. Może pomagać w pobieraniu pokarmu lub służyć osłonie czy prowadzeniu innych elementów narządów gębowych.

## Sześcionogi
Warga dolna sześcionogów powstała z zespolenia drugiej pary szczęk (maxillae secundae). Typowo zbudowana warga dolna występuje w aparatach gębowych typu gryzącego i składa się z elementów: zabródka, przedbródka i dwóch par: języczków, przyjęzyczków i głaszczków wargowych. Zabródek zwykle podzielony jest na dwa skleryty: bródkę i podbródek, który zrastać może się z gulą. Błoniasty języczek występujący w aparacie gryzącym chrząszczy (ligula) nie odpowiada języczkom innych owadów (glossae). Warga dolna może być różnorodnie przekształcona. W aparacie gębowym kłująco-ssącym może być silnie wydłużona i pełnić funkcję sztyletu u wszy lub kłujki (rostrum), stanowiącej osłonkę dla szczeci kłujących (sztyletów) u pluskwiaków i często członowanej. W typie gryząco-liżącym u pszczół warga dolna jest zakrzywiona w dół i do wewnątrz, tworząc rurkę służącą do zasysania nektaru. W aparatach typu ssącego jak u motyli mocno uwsteczniona. Czasami labium tworzy dno jamy przedgębowej. W aparacie kłująco-ssącym hematofagicznych muchówek długoczułkich warga dolna jest mięsista i tworzy pochewkę dla kłujki, czasem także ją podtrzymując przy wbijaniu. W aparacie gębowym typu liżąco-ssącego muchówek łękorysych (Cyclorrhapa) przekształca się w mięsisty ryjek (trąbkę, proboscis), w którym zabródek tworzy część nasadową, przedbródek formuje tekę, a głaszczki wargowe tworzą tarczę oralną, u form hematofagicznych zesklerotyzowaną i ząbkowaną. U larw ważek warga dolna jest przekształcona w poszerzony organ chwytny zwany maską.

## Pozostałe stawonogi
U szczękoczułkowców (Euchelicerata), w rządzie pająków (Araneae) tworzy dno jamy gębowej, a u skorupiaków (Crustacea) przyjmuje postać wewnętrznego wyrostka podobnego do płytki (ang. metastoma). U widłonogów (Copepoda) labium wspomaga proces rozdrabniania pokarmu. Obunogi (Amphipoda) mają labium zazwyczaj podzielone na dwa płaty (paragnaty), z których każdy może być dalej podzielony na płat zewnętrzny, środkowy płat wewnętrzny i przedłużenie tylno-boczne (płat żuchwy). U wioślarek (Cladocera), oprócz rodziny Leptodoridae, warga dolna nie występuje.
Spośród wijów zrośnięcie się szczęk II pary w wargę dolną nastąpiło u drobnonogów, podczas gdy u skąponogów i dwuparców zanikły one całkowicie. 